# Prosimulium opleri
Prosimulium opleri är en tvåvingeart som beskrevs av Peterson och Boris C. Kondratieff 1994. Prosimulium opleri ingår i släktet Prosimulium och familjen knott.
Artens utbredningsområde är Colorado. Inga underarter finns listade i Catalogue of Life.